# 29198 Візерс
29198 Візерс (29198 Weathers) — астероїд головного поясу, відкритий 18 лютого 1991 року.
Тіссеранів параметр щодо Юпітера — 3,350.